# Империя Гаити (1849—1859)
Втора́я Импе́рия Гаи́ти (фр. Empire d’Haïti) — монархическое государство, существовавшее на территории западной части острова Гаити с 1849 по 1859 год. В состав империи входила территория современной республики Гаити, а также — с 1858 года — необитаемый остров Навасса, де-факто контролируемый США.

## Предыстория
В 1840-х годах гаитянское государство начало постепенно приходить к критическому состоянию. В 1844 году о своём выходе из состава Гаити объявила восточная часть острова, провозгласившая самостоятельную Доминиканскую Республику и одержавшая победу в непродолжительной войне за независимость.
С 1844 по 1849 год в Гаити сменилось 5 правительств и 5 президентов.
28 февраля 1847 года, когда ушёл из жизни президент Гаити Жан-Батист Рише, мулатские правящие круги передали его пост 65-летнему генералу Фостену-Эли Сулуку, уже 2 марта принявшему президентскую присягу. В силу неграмотности и политической недальновидности Сулука они рассчитывали, что смогут манипулировать новым президентом. Первоначально им это удавалось: по настоянию мулатов Сулук оставил прежним состав кабинета министров и не стал отступать от политической программы своего предшественника. Однако уже спустя несколько месяцев глава государства самостоятельно произвёл радикальные перемены в республике: мулатская правящая верхушка была ликвидирована, а Сулук стал единоличным правителем и — фактически — военным диктатором Гаити.
Для укрепления своей власти президент поддержал создание отрядов «зинглинов». Ранее представлявшие собой полубандитские формирования, теперь они возводились в ранг милиции. К августу 1849 года, окончательно добившись поддержки со стороны Сената и Палаты депутатов, Сулук дал формальное согласие на провозглашение себя императором Гаити Фостеном (Фаустином) I, а самого государства — империей. Официально это произошло 26 августа 1849 года.

## Коронация

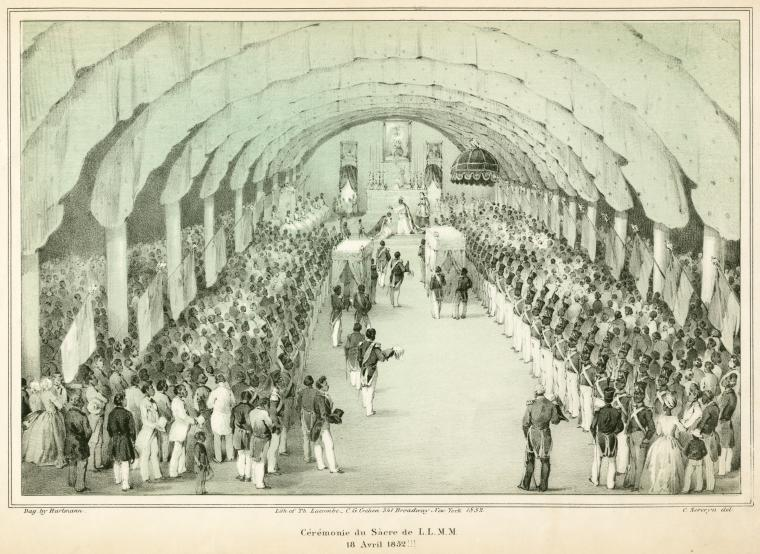
Изображение церемонии коронации Фостена I. На картине запечатлён момент водружения Фостеном короны на голову императрицы Аделины

18 апреля 1852 года в Порт-о-Пренсе состоялась пышная торжественная церемония коронации императора и императрицы Гаити. В качестве последней выступила Аделина Левек (в замужестве — Сулук). На момент провозглашения империи она ещё не являлась законной супругой Сулука — их свадьба состоялась в декабре 1849 года. Прообразом церемонии стала коронация Наполеона Бонапарта и Жозефины Богарне: подобно французскому императору, Сулук самостоятельно возложил корону сперва на себя, а после — на супругу. В конце церемонии Фостен I произнёс коронационную речь, которую завершил словами: «Да здравствует свобода!»
Корона Фостена I, ныне считающаяся одной из самых дорогих в мире, была изготовлена из чистого золота и украшена изумрудами, гранатами, бриллиантами и другими драгоценными камнями. Примечательно, что первая императорская корона, водружённая на голову Сулука в день провозглашения империи, была сделана из картона и покрыта сусальным золотом за неимением средств на изготовление настоящей короны.

## Внутренняя политика

### Национальная политика
В ходе своего правления Фостен I пытался создать централизованное правительство в составе коренных гаитян (креолов и негров), сформированное по европейскому образцу. Белое население Гаити, как и в период правления Жан-Жака Дессалина, беспощадно притеснялось.

### Создание гвардии
Опорой императорской власти, как полагал Фостен I, должна была стать национальная гвардия. На нужды гвардии император не жалел расходов: кивера для гвардейцев, запланированные по образцу английских и французских медвежьих шапок, было поручено изготовить известной марсельской фирме, а меха, предназначенные для отделки гвардейских одежд, закупались в России. В условиях жаркого гаитянского климата такие детали обмундирования выглядели крайне нелепо и курьёзно.

## Внешняя политика
Во внешней политике император старался сосредоточиться на предотвращении иностранного вторжения на территорию Гаити и отстаивании национального суверенитета государства. В рамках последнего он предпринял четыре неудачных попытки (в 1849, 1850, 1855 и 1856 годах) завоевания соседней Доминиканской Республики, вышедшей из состава Гаити в 1844 году. После первого же безуспешного нападения на соседнее государство, окончившегося поражением, император объявил о победе Гаити, приказав построить ряд памятников в её честь.
В 1857 году США официально заявили о своих правах на территорию необитаемого острова Навасса в Ямайском проливе и аннексировали её в соответствии с положениями Закона о гуано, согласно которым граждане США имели право завладевать островами с залежами гуано, расположенными где угодно вне юрисдикции других государств и не имеющими законных владельцев или местного населения. Остров Навасса подходил под указанные параметры. В ответ на это в 1858 году империя Гаити объявила остров своей территорией, вступив в конфронтацию с США. Власти США предпочли выкупить остров, чтобы уладить конфликт, на что Фостен I охотно согласился.
Недальновидная политика Фостена I вызывала возмущение среди гаитян, в результате чего он был вынужден отречься от престола 15 января 1859 года и покинуть страну. Монархия была упразднена, и новым президентом Гаити стал Фабр Жеффрар.